# 笠原康勝
笠原  康勝（かさはら やすかつ、生没年不詳）は、戦国時代から安土桃山時代にかけての武将。通称は弥太郎、平左衛門、能登守と称した。後北条氏の家臣。父は笠原信為。子に照重。弟に康明、義為。

## 生涯
伊豆衆21家に属す。笠原越前守家。
天文15年（1546年）12月、父・信為から一部の所領と家督を譲られた。
天文23年（1554年）２月、今川家との加島合戦において、北条氏繁と松田憲秀と共に先陣を務めた。
弘治3年（1557年）、父の死により拾萬石の所領を継承し、二代目小机城城代として北条五色備の一つである白備え旗頭を継承。

## 後継者
また養子として松田憲秀の長男を取り笠原政尭を名乗らせたと伝えられるが、近年の研究では政尭が継いだのは笠原綱信を祖とする笠原美作守家とされている（綱信の子・美作守某の後継）。その政尭が武田氏に離反した時に政尭に討たれた笠原照重が康勝の実子・後継者とみられている。

## 人物
戦陣中で常に胸に不動尊像を掛けて戦ったという。
横浜市港北区龍松院の開基と文殊堂を建立した。